# Pierre Kaufmann
Pierre Kaufmann (Aix-en-Provence, 30 de novembro de 1938 – São Paulo, 17 de fevereiro de 2017) foi um físico e radioastrônomo brasileiro, um dos precursores da radioastronomia no país, professor titular da Universidade Mackenzie. 
Foi coordenador do Centro de Rádio Astronomia e Astrofísica Mackenzie (CRAAM) e pesquisador do Centro de Componentes Semicondutores (CCS) da Universidade Estadual de Campinas (Unicamp). Membro da Academia Brasileira de Ciências (ABC) e sócio-fundador da Sociedade Astronômica Brasileira (SAB). Membro associado da Royal Astronomical Society, Reino Unido.
Pierre também era o representante brasileiro no Scientific Committee on Solar-Terrestrial Physics (SCOSTEP), no Comitê Científico sobre Pesquisa Antártica (SCAR) e na Comissão de Rádio Astronomia da Union Radio Scientifique International (URSI).

## Biografia
Pierre nasceu em Aix-en-Provence, na França, em 1938. Veio com os pais para o Brasil aos 4 anos de idade. Passou a infância e parte da adolescência em uma fazenda, onde aprendeu com a mãe sobre as "estrelas que caíam do céu", assunto que o fascinou e determinou sua formação futura em Física, com licenciatura e bacharelado pela Faculdade de Filosofia, Ciências e Letras da Universidade Mackenzie.

## Carreira
Foi no Mackenzie que ainda como estudante Kaufmann foi o mentor do CRAM, grupo de radioastronomia formado por ele e seus colegas da física e da matemática. Nascia assim o embrião do atual CRAAM. Naquela altura ele integrou grupos de astrônomos amadores que levou à instalação do primeiro radiotelescópio do Brasil no então recém-inaugurado planetário do Parque do Ibirapuera. Foi o primeiro radiotelescópio da América Latina (construído com tela de galinheiro e destruído por vacas soltas no parque).
Além do radio-observatório de São Paulo instalou os de Umuarama, em Campos do Jordão, em Itapetinga, em Atibaia, do VLBI (Interferometria de Longa Linha de Base), e o rádio observatório de Eusébio, em Fortaleza, Ceará. Foi também um dos responsáveis pela construção do Telescópio Solar Submilimétrico, do Complexo Astronômico El Leoncito, no Andes Argentinos, do Laboratório Antártico de Pesquisas Ionosféricas e do Observatório Solar Mackenzie, em São Paulo.
Ao longo da carreira, publicou cerca de 204 artigos científicos em periódicos nacionais e internacionais. É autor do livro La Atmosfera Solar y su Investigación atraves de Ondas Radioeletricas. Possui sete patentes em seu nome, entre elas a de um novo processo de posicionamento geográfico no Brasil (1997) e formou várias gerações de astrônomos e radioastrônomos, tendo participado de diversas bancas de doutorado e mestrado.

## Morte
Pierre morreu na madrugada de 17 de fevereiro de 2017, na cidade de São Paulo, aos 80 anos. Deixou duas filhas, um filho e netos. Foi sepultado no Cemitério Gethsêmani, na capital paulista.